# Patrick G. Donahue
Patrick G. Donahue ist ein US-amerikanischer Schauspieler, Drehbuchautor, Filmregisseur, Filmproduzent und Stuntman.

## Leben
Patrick G. Donahue ist der Vater des Stuntmans und Schauspielers Sean P. Donahue. In früheren Jahren war er Martial-Arts-Kämpfer.
Sein erster Film, Passion Procession, erschien 1976. 1982 folgte Das Söldnerkommando, sieben Jahre später They Call Me Macho Woman!. In allen drei Filmen war er für das Drehbuch, die Produktion und die Regie zuständig. In Das Söldnerkommando übernahm er zusätzlich eine Nebenrolle. 1994 erschien sein Film Parole Violators, 1997 Ground Rules und 2006 der Horrorfilm The Abominable....
Als Schauspieler ist er neben seinem bereits erwähnten Auftritt seit 1994 in unregelmäßigen Abständen in Kurz- und Spielfilmen zu sehen. Meistens übernimmt er in den Filmen auch Stunts oder ist für die Koordination von Stunts zuständig.

## Filmografie

### Schauspiel
- 1982: Das Söldnerkommando (Kill Squad)
- 1994: Roughcut
- 1994: Parole Violators
- 1997: Ground Rules
- 1998: Shattered Dreams
- 2000: The Pedestrian (Kurzfilm)
- 2001: Codename: Elite – Im Kampf gegen den Terror (The Elite)
- 2001: Coming To (Kurzfilm)
- 2003: The Shadowlands
- 2003: Judgment Call (Kurzfilm)
- 2005: Asphalt Wars (Fernsehfilm)
- 2006: The Abominable...
- 2008: Layla Live or Die
- 2012: The Boost (Kurzfilm)
- 2012: Consequences of Violence (Kurzfilm)
- 2021: Skulldevil Lottery

### Filmschaffender
- 1976: Passion Procession (Regie, Drehbuch, Produktion)
- 1982: Das Söldnerkommando (Kill Squad) (Regie, Drehbuch, Produktion)
- 1989: They Call Me Macho Woman! (Regie, Drehbuch, Produktion)
- 1994: Parole Violators (Regie, Drehbuch)
- 1997: Ground Rules (Regie, Drehbuch)
- 2006: The Abominable... (Regie)